# يوليوس باهنسن
يوليوس فريدريش أوغست باهنسن (30 مارس 1830 - 7 ديسمبر 1881) فيلسوف ألماني. 
يُعتبر باهنسن عادةً مُنشئ علم الشخصيات، وهو منهجٌ جدليٌّ واقعيٌّ للتأمل الفلسفي، وقد أرساه في كتابه "مساهمات في علم الشخصيات" (1867) ذي المجلدين، وطوّره في أعماله اللاحقة، ومن بينها عمله العظيم "التناقض في معرفة العالم وكينونته" (1880/1882).